# Kamerun
Camerún (en alemán: Kamerun) fue una colonia (y también protectorado) del Imperio alemán en la región de la actual República de Camerún, África, desde 1884 hasta 1916 (cuando fue invadida por los ejércitos aliados británicos y franceses durante la Primera Guerra Mundial) y finalmente disuelto en 1919. El Camerún alemán también incluía partes del norte de Gabón y el Congo, del oeste de la República Centroafricana, del suroeste de Chad y partes del extremo oriental de Nigeria.
La colonia tenía inicialmente un área de 495.000 km², y después de la adquisición de Nueva Camerún en 1911, llegó a tener un área de 790.000 km² y era aproximadamente 1,3 veces más grande que la metrópoli. Por el tratado de Versalles de 1919 Camerún se convirtió oficialmente en posesión de la Sociedad de las Naciones, que a su vez la otorgó en mandato a los británicos y franceses. Tras ello Camerún fue dividido en un Camerún británico y un Camerún francés.

## Historia

Camerún entre 1901-1972:
Kamerun alemán
Camerún británico (Septentrional y Meridional)
Camerún francés
República de Camerún

### sigloXIX

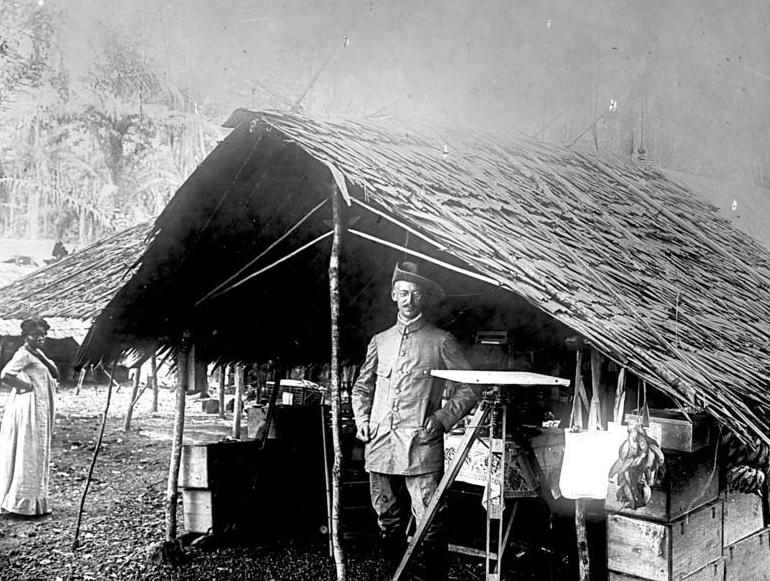
Topógrafo alemán en Kamerun (1884).

El primer puesto comercial alemán en el área de Duala en el delta del río Camerún (actual delta del río Wouri) fue establecido en 1868 por la empresa comercial C. Woermann de Hamburgo. El agente de la firma en Gabón, Johannes Thormählen, expandió las actividades al delta del río Camerún y en 1874, junto con el agente de Woermann en Liberia, Wilhelm Jantzen, los dos comerciantes fundaron su propia compañía, Jantzen & Thormählen. Ambas casas de África Occidental se expandieron para embarcarse con sus propios barcos de vela y vapor e inauguraron el servicio regular de pasajeros y carga entre Hamburgo (Alemania) y Duala. Estas y otras compañías obtuvieron extensos acres de jefes locales y comenzaron operaciones sistemáticas de plantación, incluyendo bananos.
En 1884, Adolph Woermann, en representación de todas las compañías de África Occidental como su portavoz, solicitó a la oficina exterior la "protección" del Imperio alemán. El Canciller Otto von Bismarck trató de utilizar a los comerciantes locales para gobernar la región a través de "compañías privilegiadas", sin embargo, y en respuesta a la propuesta de Bismarck, las compañías retiraron su petición.
En el centro de los intereses comerciales estaba la búsqueda de actividades comerciales rentables bajo la protección del Reich, pero estas entidades estaban decididas a mantenerse alejadas de los compromisos políticos. Finalmente, Bismarck cedió a la proposición de Woermann y le ordenó al Almirantazgo que despachara un cañonero. Como muestra de interés alemán, el pequeño cañonero SMS Möwe llegó a África occidental.
Alemania estaba particularmente interesada en el potencial agrícola de Camerún y confiaba en grandes empresas para explotarlo y exportarlo. El canciller Bismarck definió el orden de prioridades de la siguiente manera: "primero el comerciante, luego el soldado". Bajo la influencia del empresario Adolph Woermann, cuya compañía estableció una casa de comercio en Duala, Bismarck fue convencido sobre el interés del proyecto colonial. Las grandes empresas comerciales alemanas (Woermann, Jantzen & Thoermalen) y las concesionarias (Sudkamerun Gesellschaft, Nord-West Kamerun Gesellschaft) se establecieron masivamente en la colonia. Tras dejar que las grandes empresas impusieran su orden, el gobierno simplemente los apoyó, los protegió y eliminó las rebeliones indígenas.
Alemania planeaba construir un gran imperio africano, que conectaría a Kamerun a través del Congo con sus posesiones del África oriental. El ministro de relaciones exteriores alemán dijo poco antes de la Primera Guerra Mundial que el Congo Belga era una colonia demasiado grande para un país demasiado pequeño.

### Protectorado de Kamerun
El protectorado de Kamerun se estableció durante el período imperialista de Europa conocido generalmente como reparto de África. El explorador alemán Gustav Nachtigal, doctor en medicina, cónsul imperial y comisionado para el África Occidental, fue la fuerza motriz hacia el establecimiento de la colonia. Para entonces, más de una docena de empresas alemanas, con sede en Hamburgo y Bremen, llevaban a cabo actividades comerciales y la explotación de plantaciones en Camerún.

### sigloXX

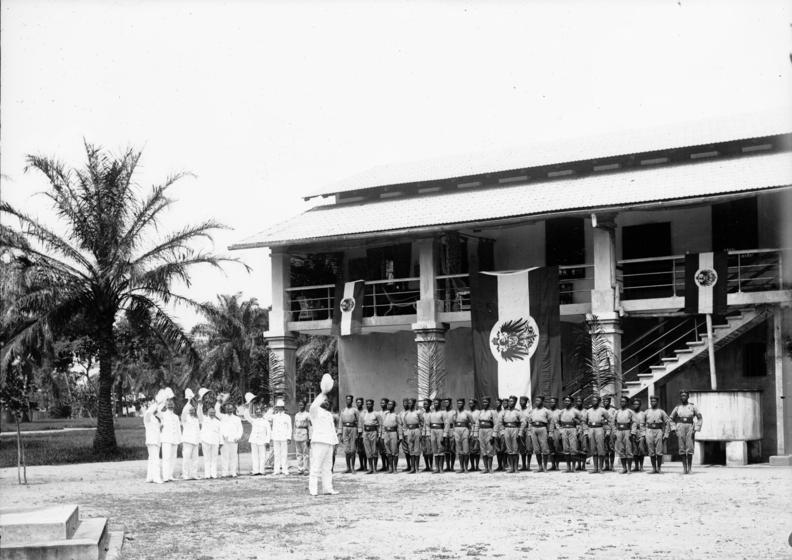
Policías durante la celebración del 42º cumpleaños de Guillermo II en Duala (27 de enero de 1901).

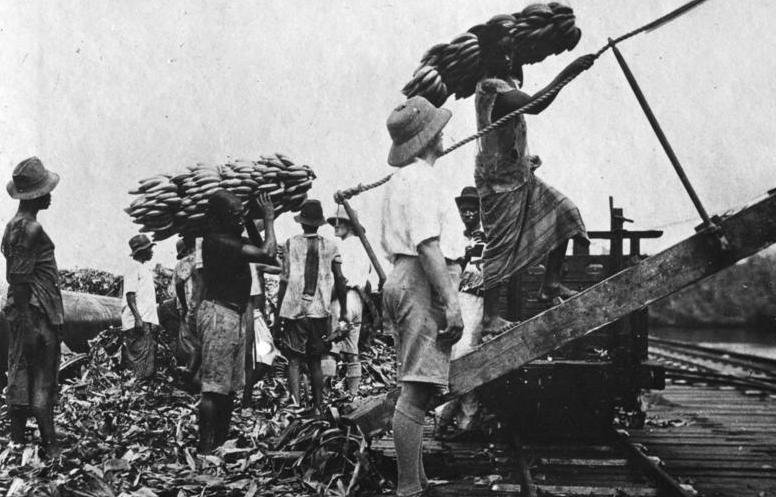
Cargamento de bananas exportadas a Alemania (1912).

Con los subsidios del tesoro imperial, la colonia construyó dos líneas ferroviarias desde la ciudad portuaria de Duala para llevar al mercado productos agrícolas: la línea norte de 160 kilómetros a las montañas Manenguba, y otra de 300 kilómetros desde Makak al río Nyong. También existió un amplio sistema de correos y telégrafos y una red de navegación fluvial con buques estatales que enlazaban la costa con el interior.
El protectorado se amplió con la adquisición de Neukamerun en 1911, como parte de la solución de la crisis de Agadir resuelta por el tratado de Fez.

### Pérdidas alemanas
Al estallar la Primera Guerra Mundial, las tropas francesas, belgas y británicas invadieron la colonia alemana en 1914 y la ocuparon durante la campaña de Kamerun. El último fuerte alemán para rendirse fue el de Mora en el norte de la colonia en 1916.
Tras la derrota de Alemania, el tratado de Versalles dividió el territorio en dos mandatos de la Liga de las Naciones (Clase B) bajo la administración de Gran Bretaña y Francia. El Camerún francés y parte del Camerún británico se reunificaron en 1961 como Camerún.

## Símbolos planeados para Kamerun
En 1914 se hicieron una serie de borradores para la proposición de banderas y escudos de armas para las colonias alemanas. Sin embargo, la Primera Guerra Mundial se desató antes de que los diseños se terminaran y se implementaran. Tras la derrota en la guerra, Alemania perdió todas sus colonias y por lo tanto, los símbolos nunca se pusieron en uso.